# Phenakite
La phenakite o fenacite è un minerale.